# Stimmmechanik

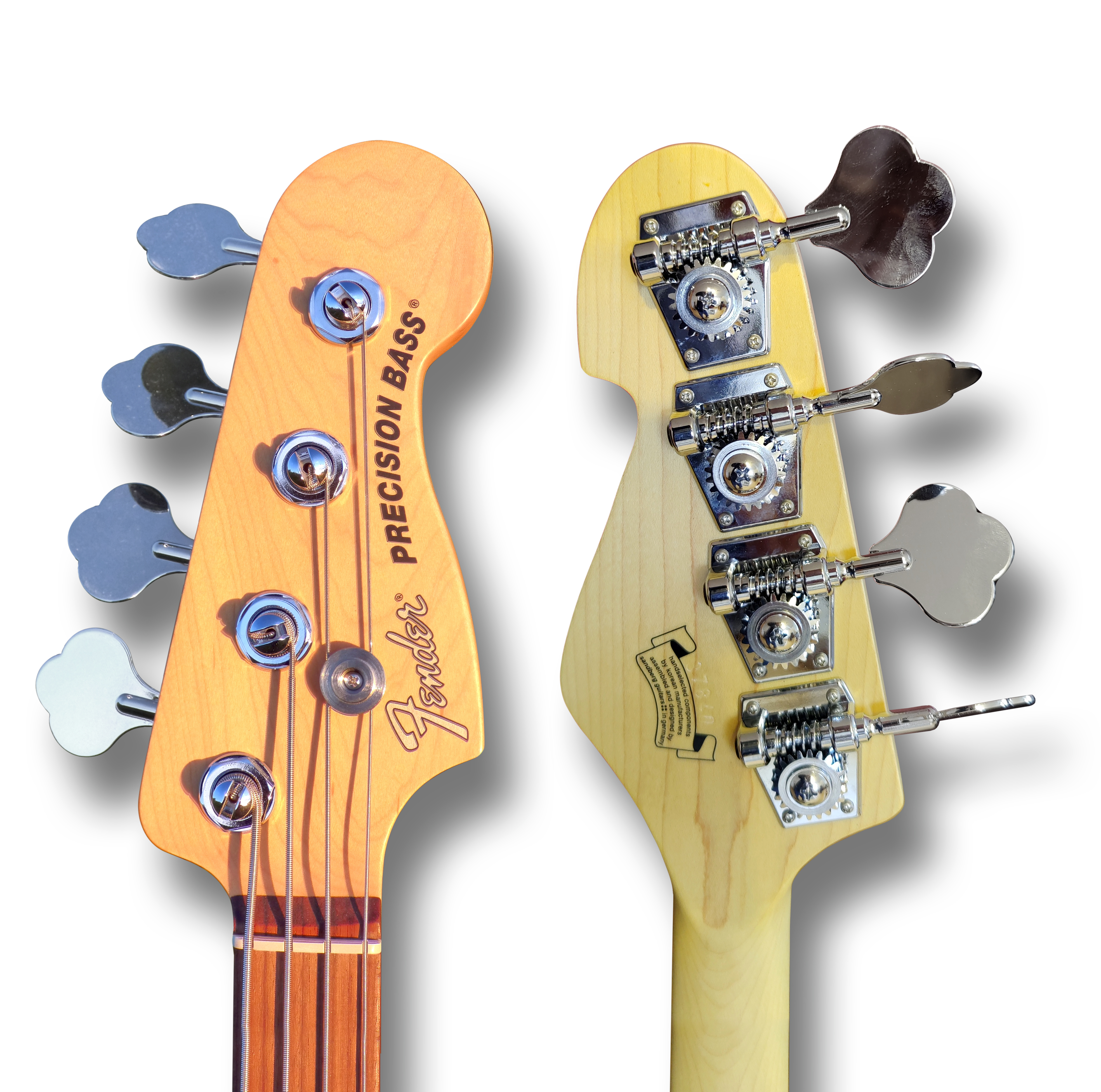
Vorder- und Rückseite von Kopfplatten mit den (offenen) Stimmmechaniken von E-Bässen

Die Stimmmechanik (kurz: Mechanik) dient bei vielen Zupfinstrumenten zum Stimmen der einzelnen Saiten. Sie befindet sich an der Kopfplatte beziehungsweise am Wirbelkasten.
Im Unterschied zum einfachen Wirbel verfügt die Mechanik (englisch Machine head) über eine Übersetzung. Damit wird eine hinreichende Präzision bei der Stimmung erreicht, so dass auf zusätzliche Feinstimmer, wie sie etwa bei Streichinstrumenten der Violinfamilie verwendet werden, verzichtet werden kann.

## Anforderungen und Entwicklung
Die Mechanik soll gleichzeitig eine leichte und stabile Stimmbarkeit ermöglichen, sie soll also Leichtgängigkeit und Stabilität durch Selbsthemmung kombinieren. Je besser dies gelingt, desto höher ist die Qualität der Mechanik. Die Art der Oberflächenbehandlung ist, neben der Fertigungspräzision und der Verwindungssteifheit der Grundplatte, mitbestimmend für die Qualität.
Die Entwicklung der Stimmmechanik wird häufig Charles Louis Bachmann (1778) zugeschrieben. Allerdings beschreibt schon Michael Praetorius im Syntagma musicum (1619) eine entsprechende Entwicklung aus Prag. In England stellte ein W. Gibson 1765 ein Instrument mit Stimmmechanik her. Um 1770 gab es erste Cistern mit einer Hakenmechanik (die Saite wird in einen Haken eingehängt, der durch ein Schraubgewinde in Längsrichtung des Halses bewegt werden kann – diese Art der Mechanik ist heute noch in Verwendung bei der Waldzither und der Portugiesischen Gitarre) und 1806 fertigte der Berliner Lauten- und Gitarrenmacher J.G. Thielemann erste Gitarren mit seitständigen Wirbelschrauben. Der Wiener Gitarrenbauer Johann Georg Stauffer erfand 1825 die nach ihm benannte Mechanikvariante. Stauffers Schüler Christian Friedrich Martin (Martin Guitars) wanderte 1833 nach Amerika aus und führte dort die neue Mechanik ein.

## Bauteile und Materialien

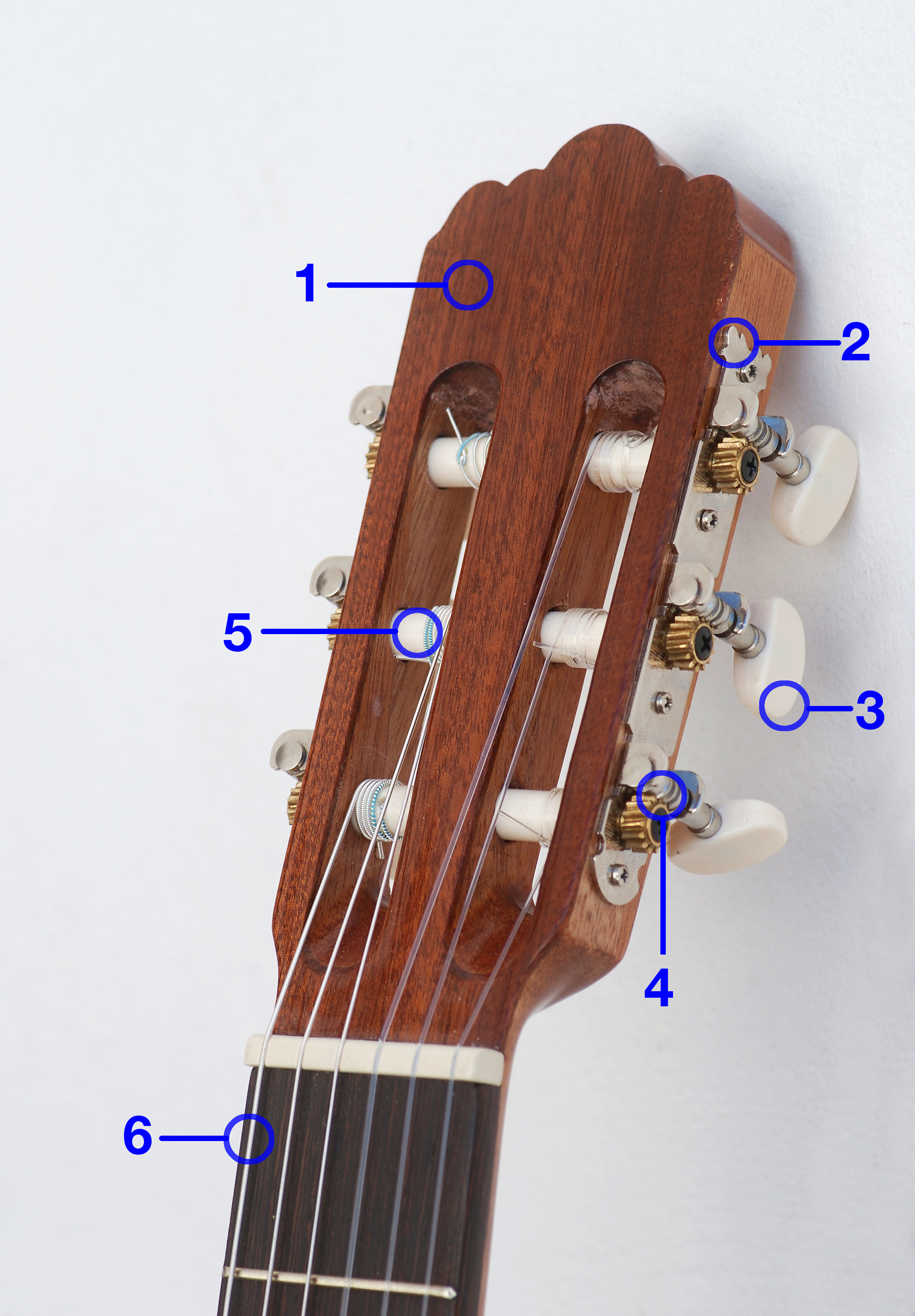
Die Bestandteile einer Stimmmechanik (hier: 6-saitige Akustikgitarre mit durchbrochener Kopfplatte)

Eine Mechanik besteht aus mehreren Teilen:
| Die Bestandteile einer Stimmmechanik | Die Bestandteile einer Stimmmechanik |
| ------------------------------------ | --- |
| 1                                    | Die Kopfplatte ist der Träger der gesamten Stimmmechanik. (Kopfplatten gibt es entweder durchbrochen mit hinterständigen Flügeln – oder massiv mit seitenständigen Flügeln). |
| 2                                    | Auf der Grundplatte (einfach oder mehrfach besetzt) sind die einzelnen Komponenten der Stimmmechanik montiert. Sie dient zur Befestigung am Instrument                       |
| 3                                    | Durch Drehung der einzelnen „Flügel“ (auch „Griff“ oder „Knopf“) wird die Mechanik bedient, und die jeweilige Saite gestimmt                                                 |
| 4                                    | Das Schneckengetriebe mit Schnecke und Schneckenrad, selten auch Planetengetriebe dient zur Übersetzung der Flügel-Drehung auf die Stellachse                                |
| 5                                    | Auf der Achse („Stellachse“, „Beinwelle“) wird das Saitenende befestigt. |
| 6                                    | Die Saite wird durch die Drehung der Stellachse gespannt (oder gelockert) und dadurch auf den richtigen Ton gestimmt                                                         |

Die beweglichen Teile der Mechanik werden meist aus Metall gegossen oder gefräst. Die Metall-Oberflächen werden in der Regel durch Galvanisieren gehärtet. Dazu werden unterschiedliche Metalle, zum Beispiel Messing, Nickel, Chrom oder Gold, verwendet. Als hochwertigste Form gilt die Vergoldung.
Die Getriebe werden entweder offen ausgeführt oder in einem geschlossenen Kasten aus Metall gekapselt. Bei der geschlossenen Ausführung ist meist ein für die Lebensdauer ausreichender Vorrat an Schmiermittel zugegeben, so dass das Getriebe wartungsfrei ist. Bei offenen Ausführungen kann das Getriebe von außen gesäubert und geschmiert werden.
Die Stellachsen werden entweder aus Metall, aus Metall mit einer Kunststoffhülse oder vollständig aus Kunststoff oder Galalith gefertigt. Die Lagerung der Achsen erfolgt entweder in Gleitlagern oder, bei sehr hochwertigen Ausführungen, in Kugellagern.
Für die Flügel werden unterschiedliche Materialien verwendet: Es gibt Ausführungen aus Metall, verschiedenen Kunststoffen wie PVC oder Acryl, Perlmutter oder Holz. Da die Flügel kaum Einfluss auf die mechanische Qualität haben, ist die Materialauswahl und Bearbeitung vor allem für Ästhetik und Handhabung relevant. Je nach Lage der Stellachse zur Flügelachse und der Stellachse zu Kopfplatte beziehungsweise zum Wirbelbrett oder -kasten sind die Flügel entweder hinterständig oder seitenständig.

## Bauformen und Einsatzgebiete

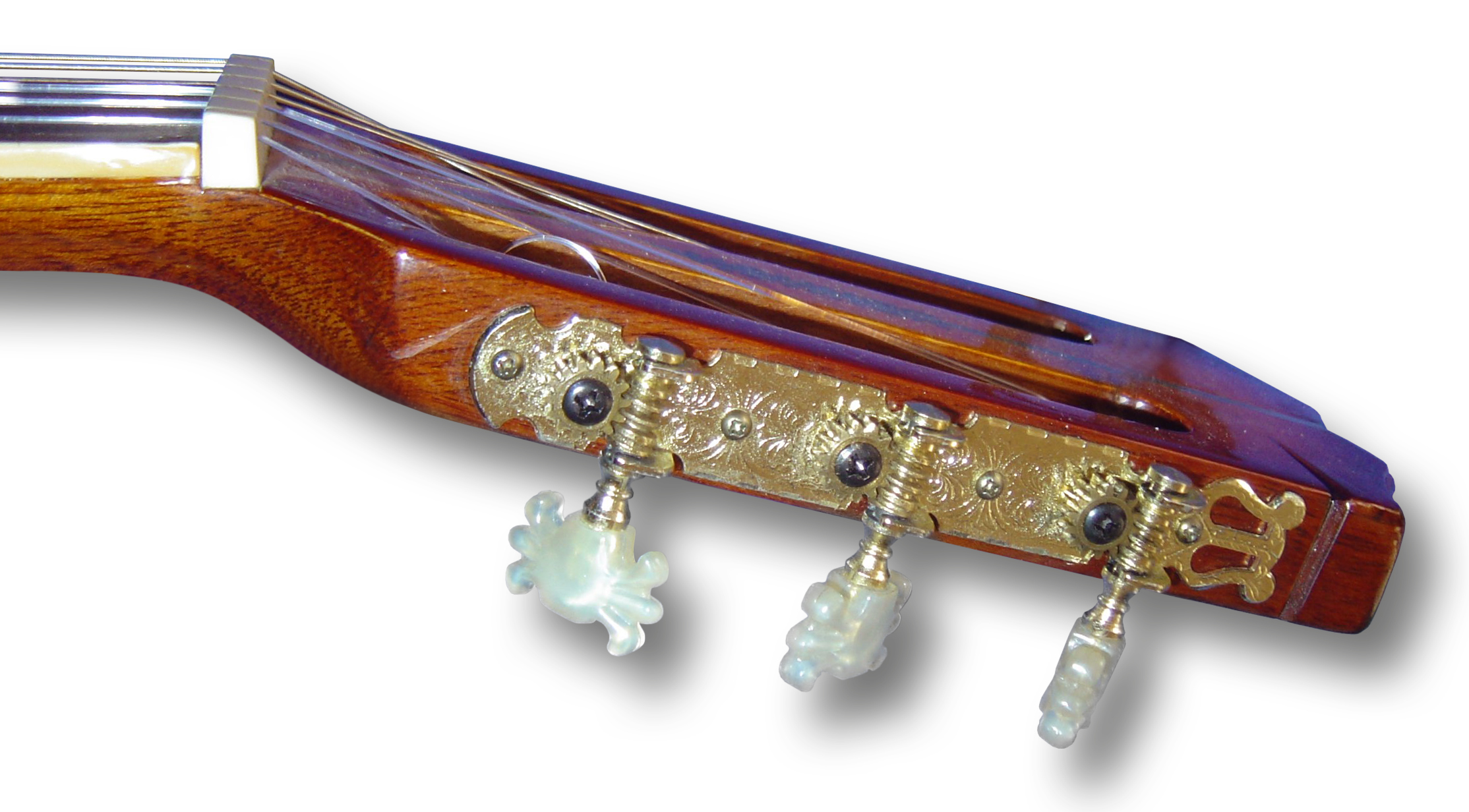
Mechanik für Konzertgitarre mit offenem Getriebe, hinterständigen Flügeln und Verzierungen mit Lyra und Gravur

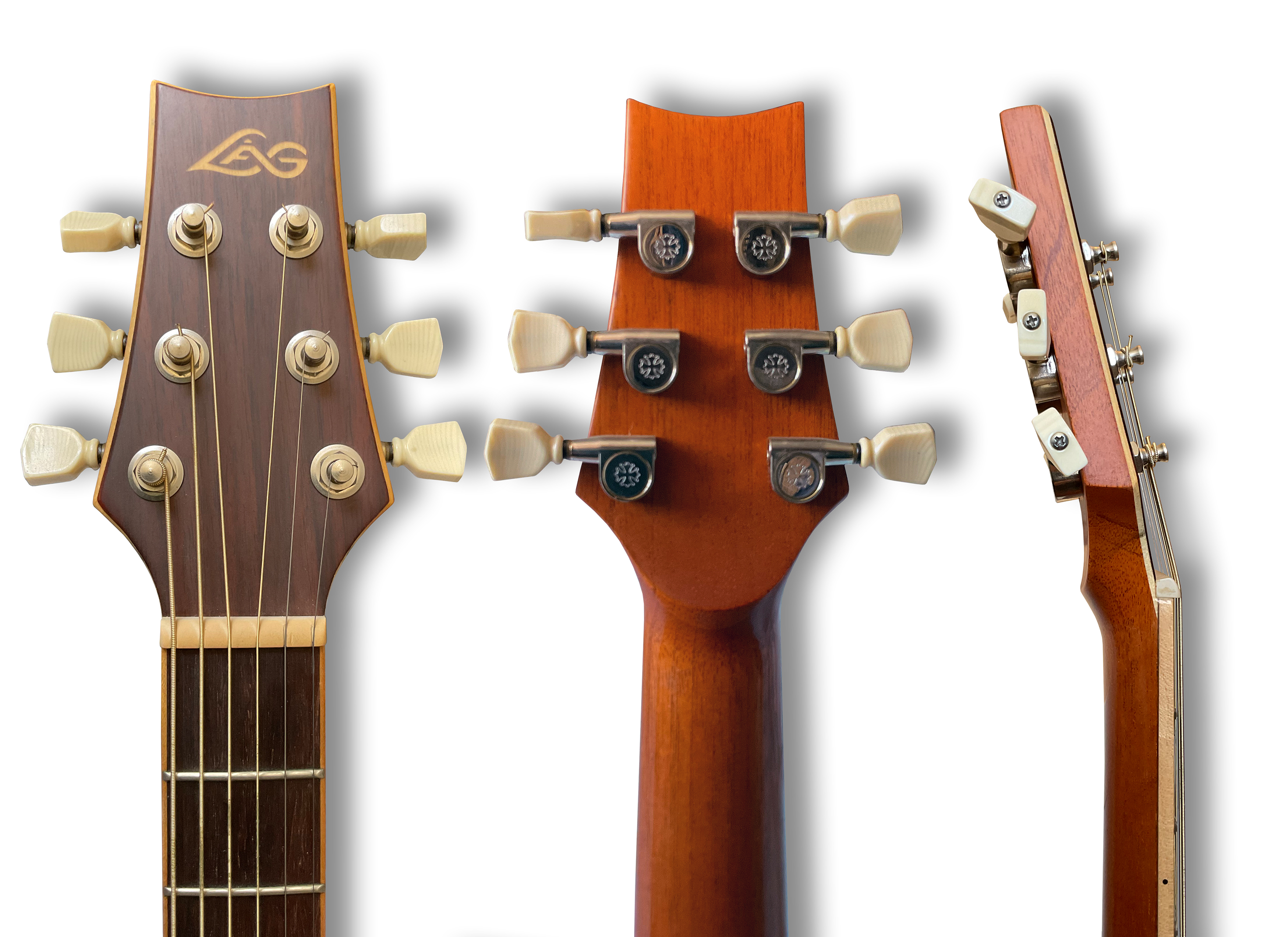
Mechaniken in Einzelmontage für Stahlsaiten-Gitarre mit gekapseltem Getriebe und seitenständigen Flügeln

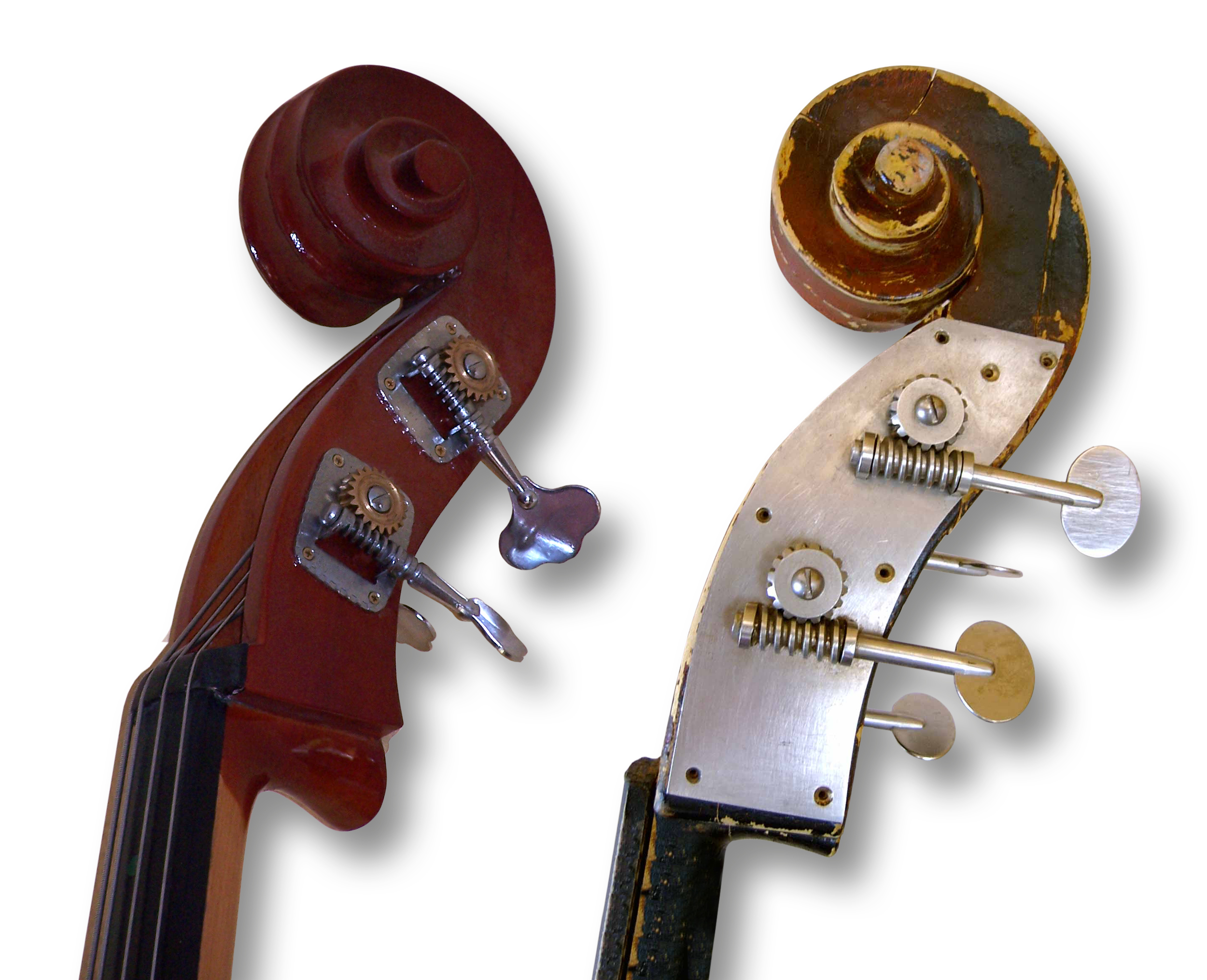
Stimmmechaniken an den Wirbelkästen zweier Kontrabässe

Die Bauformen sind sowohl hinsichtlich der Konstruktionsformen als auch der Maße sehr vielfältig, so dass praktisch alle Bauteilkombinationen vorkommen.
Typische Bauformen und Einsatzgebiete bei Zupfinstrumenten lassen sich aber charakterisieren.
- Konzertgitarre mit Darm- oder Kunststoffsaiten: Die Konzertgitarre verfügt heute in der Regel über eine durchbrochene Kopfplatte, an der rechts und links je eine Grundplatte mit drei offenen Mechaniken mit Schneckengetriebe und hinterständigen Flügeln montiert sind. Der Achsenabstand beträgt 35 mm. Die Grundplatte weist oft Gravuren oder eine Lyra-förmige Verzierung am Kopfende auf. Die Stellachsen sind aus Metall (Durchmesser 6 mm) und mit Flügeln aus Kunststoff, Acryl, Galalith oder Holz (Durchmesser 10 mm) versehen. Typische Übersetzungen: 1:15 oder 1:16.
- Gitarre mit Stahlsaiten (E-Gitarre oder Westerngitarre): Diese Gitarren haben in der Regel eine massive Kopfplatte, an der jeweils rechts und links drei Grundplatten mit je einer geschlossenen Mechanik mit Schneckengetriebe und seitenständigen Flügeln aus Metall oder Kunststoff angebracht sind. Bei E-Gitarren kommen auch andere Anordnungen wie sechs Mechaniken links (prototypisch beim Modell Fender Telecaster) vor; Stellachse aus Metall (Durchmesser 6 mm), der Achsenabstand ist wegen der Einzelmontage nicht vorgegeben, Typische Übersetzung: 1:12.
- E-Bass: Die Anordnung und Ausführung ist wie bei der E-Gitarre, aber meist auf vier Saiten beschränkt. Die Mechaniken sind wegen der stärkeren Saiten etwas stabiler ausgelegt, die Stellachse ist aus Metall mit einem Durchmesser von 8 mm und einer Getriebeübersetzung von 1:12.
- Banjo: Das Banjo hat meist eine massive Kopfplatte, an der je nach Saitenzahl vier bis sechs einzeln angebrachte Mechaniken mit Planetengetriebe montiert sind. Die Flügel aus Metall sind hinterständig. Die Stellachse ist aus Metall mit einem typischen Durchmesser von 6 mm und einer Getriebeübersetzung von 1:4.
- Mandoline: Wegen der geschweiften Form der Kopfplatte werden bei der Mandoline häufig Grundplatten mit vier seitenständigen Flügeln in abgestufter Länge verwendet. Die Stellachse ist aus Metall mit einem typischen Durchmesser von 6 mm und einer Getriebeübersetzung von 1:16.
- Gitarrenlaute: die Gitarrenlaute besitzt einen schmalen Wirbelkasten, in dem sechs Achsen hintereinander angebracht sind. Die Mechaniken dieser Achsen sind abwechselnd links und rechts angeordnet.

Bei den Streichinstrumenten wird regelmäßig der Kontrabass  mit Stimmmechaniken analog zu denen der Zupfinstrumente ausgestattet. Die Anordnung erfolgt entweder einzeln oder mit je zwei Mechaniken auf einer Grundplatte (Tiroler Mechanik). Kontrabass-Mechaniken sind häufig komplett aus Messing mit polierter Oberfläche. Selten werden Violinen mit einer Stimmmechanik gebaut, üblich ist die Kombination von Wirbel und Feinstimmer.
Auch andere Saiteninstrumente verfügen über Mechaniken mit allerdings sehr unterschiedlichen Funktionen. So dient die Mechanik bei der Pedalharfe zur Veränderung der Tonart des gesamten Instrumentes. Beim Klavier und anderen Tasteninstrumenten wird die Übertragung von Tastatur- auf den Saitenanschlag ebenfalls als „Mechanik“ bezeichnet.

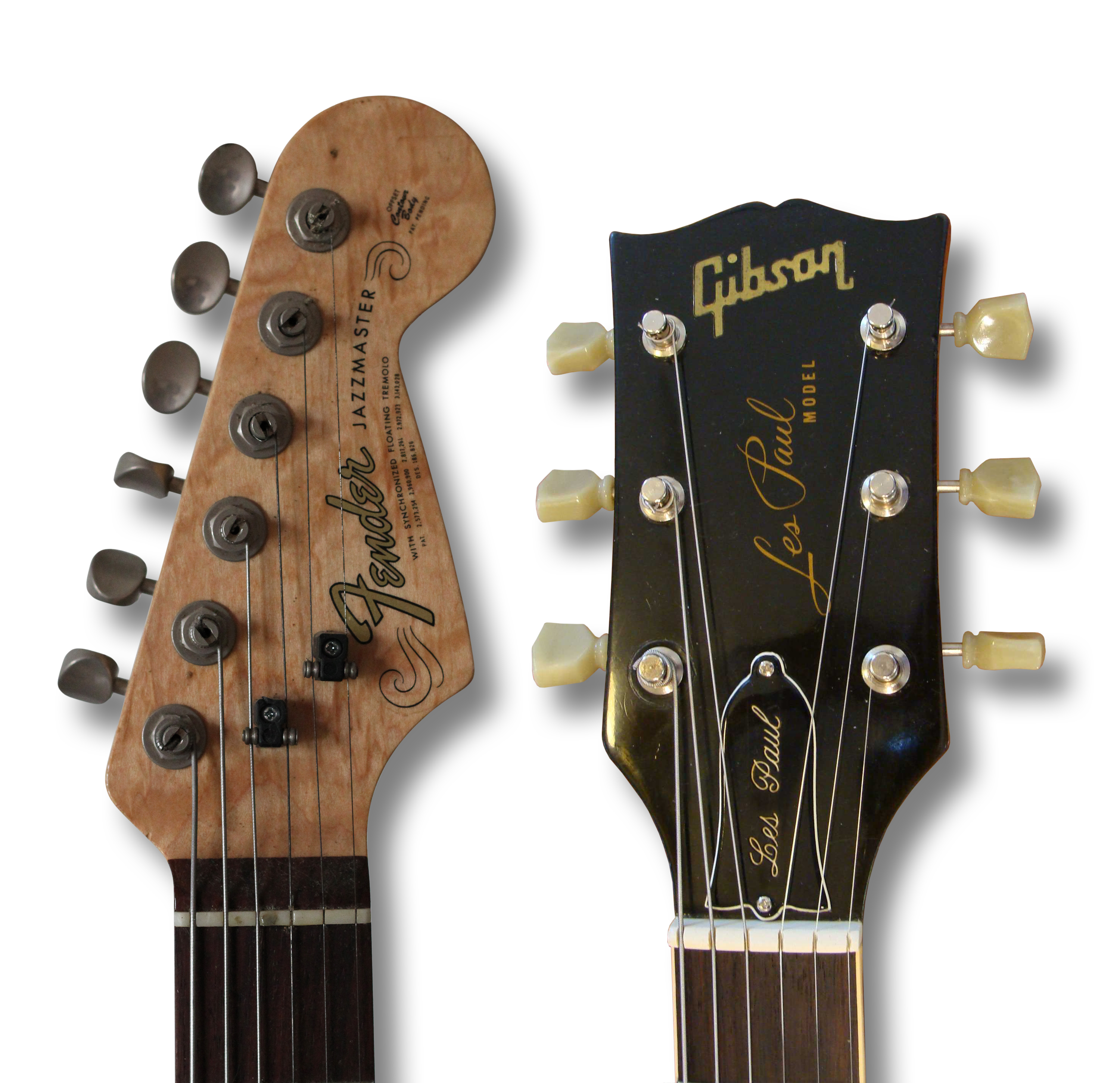
Stimmechaniken können entweder einseitig („6-in-line“) oder zweiseitig („3+3“) positioniert sein
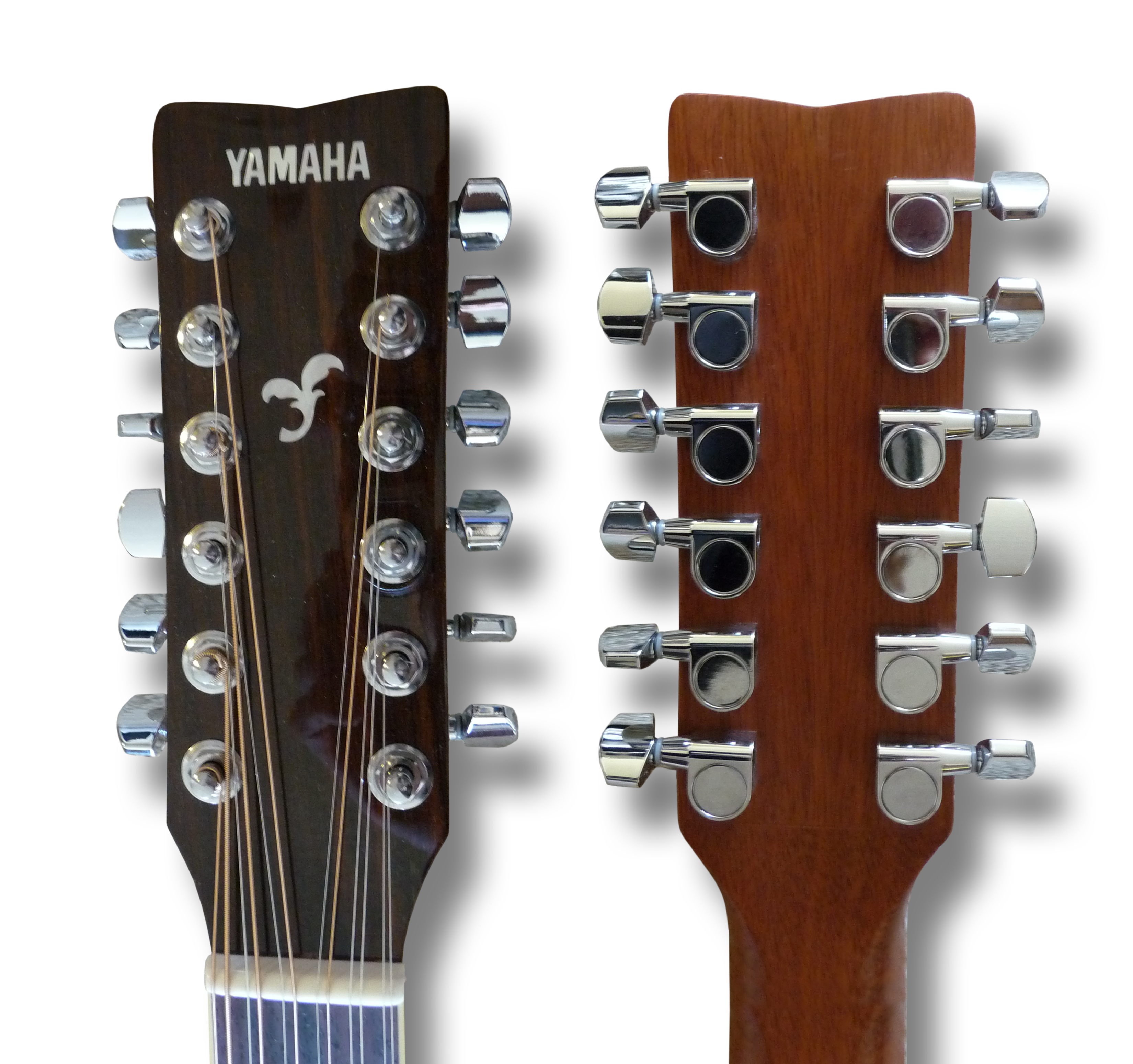
Vorder- und Rückseite der Kopfplatte einer 12-saitigen Akustikgitarre
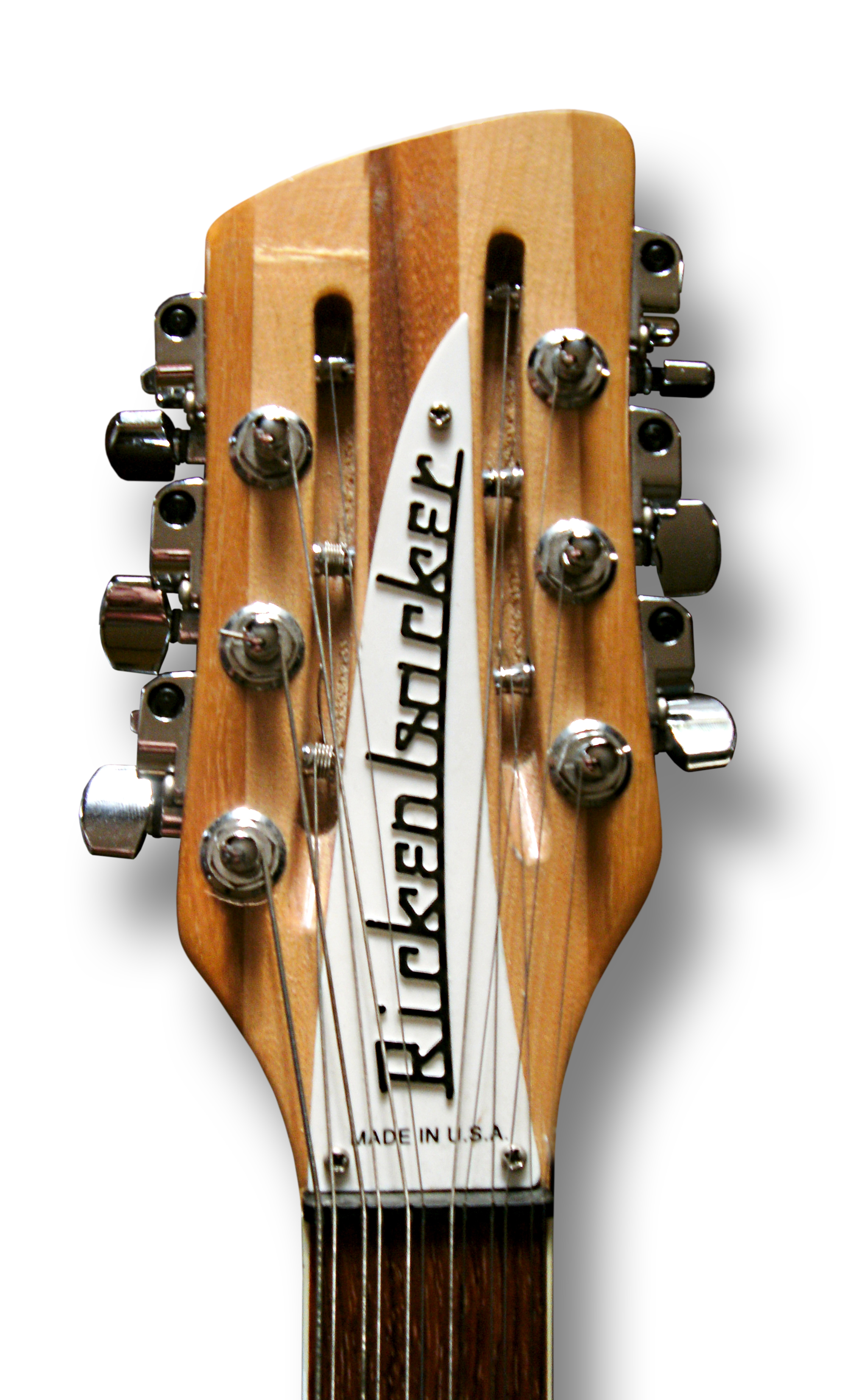
Eine 12-saitige Rickenbacker mit kompakter Kopfplatte mit abwechselnd seiten- und hinterständigen Stimmmechaniken
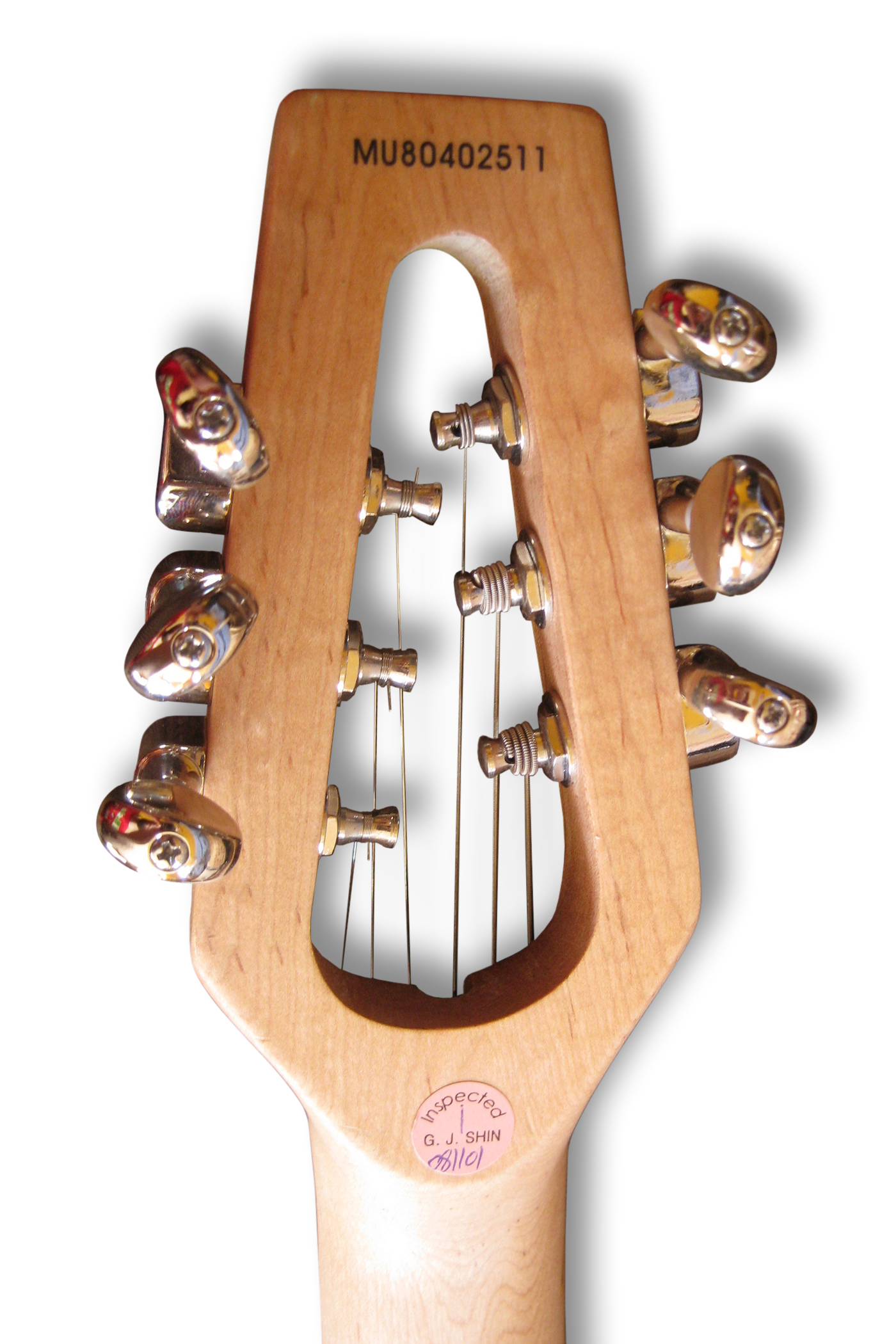
Ungewöhnliche Montage der Stimmmechaniken bei einer Silent/Traveller Guitar
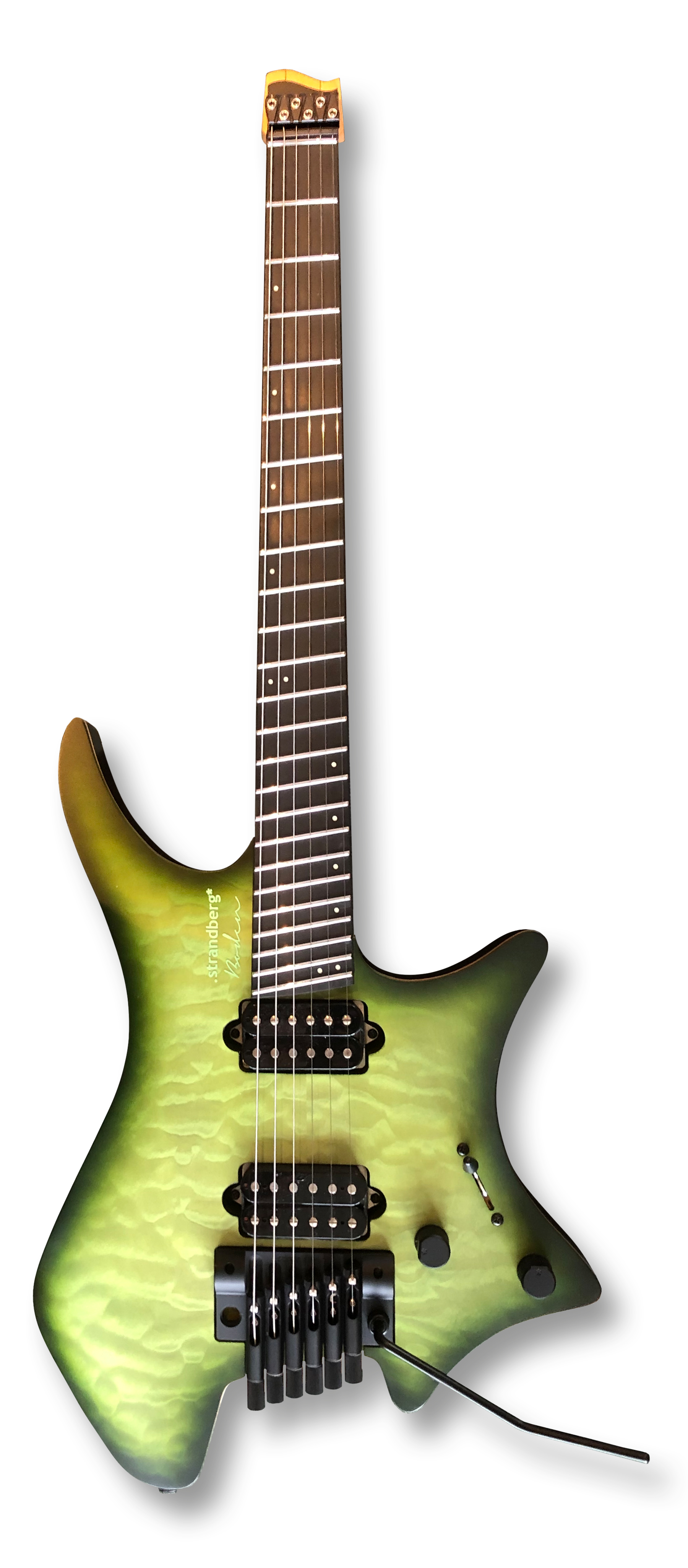
Einen Sonderfall bilden die „Headless-Gitarren“: hier sind die Stimmmechaniken nicht an der Kopfplatte, sondern am Korpus montiert

## Hersteller
Bekannte Hersteller von Stimmmechaniken für Zupfinstrumente sind
- in Deutschland: Rubner (Markneukirchen), Schaller (Postbauer-Heng), Scheller (Flintbek), Sommer (Bubenreuth)
- außerhalb Deutschlands: Gotoh (Japan), Rodgers (England), Alessi (Italien), Grover (USA)